# Angelo Felici
Angelo Felici (Segni, 26 de julho de 1919 — Roma, 17 de junho de 2007) foi um bispo católico, cardeal e presidente da Pontifícia Comissão Ecclesia Dei. Foi prefeito da Congregação para as Causas dos Santos de 1988 a 1995. Diplomata, foi núncio apostólico em Portugal entre 1976 e 1979 e em França de 1979 a 1988.

## Biografia
Entre 1934 e 1941 frequentou o curso de Teologia e Filosofia no Colégio Pontificio Leoniano de Anagni. Foi ordenado sacerdote em 1942.
Durante o ano académico de 1941-1942 frequentou o curso de "Utriusque Iuris" do Ateneu Pontifício Lateranense, conseguindo depois o doutoramento em Direito Canónico na Universidade Pontifícia Gregoriana.
Em Julho de 1945 foi chamado pelo Monsenhor Domenico Tardini, secretário da Congregação dos Assuntos Eclesiásticos Extraordinários, a prestar o seu serviço na primeira secção da Secretaria de Estado, cargo que desempenhou durante cerca de dezanove anos.
Em fevereiro de 1964, o Papa Paulo VI nomeou-o subsecretário da Congregação dos Assuntos Eclesiásticos Extraordinários. No dia 22 de julho de 1967 foi eleito arcebispo auxiliar de  Cesariana (recebendo a ordenação episcopal no dia 24 de setembro) e nomeado ao mesmo tempo pro-núncio apostólico nos Países Baixos, onde permaneceu até maio de 1976, quando foi nomeado núncio apostólico em Portugal.
No dia 27 de agosto de 1979 foi nomeado núncio apostólico na França por João Paulo II. Foi prefeito da Congregação para as Causas dos Santos de julho de 1988 a junho de 1995, e presidente da Comissão Pontifícia Ecclesia Dei de Dezembro de 1995 a abril de 2000.
João Paulo II fê-lo Cardeal no Consistório de 28 de junho de 1988, com o  Titulus de Santi Biagio e Carlo ai Catinari, diaconia elevada pro hac vice a título presbiterial.
Angelo Felici perdeu o direito de participar num conclave em 1999, quando completou 80 anos, nunca tendo participado em nenhum.
Faleceu no dia 17 de junho de 2007, aos 87 anos de idade. O Papa Bento XVI presidiu às cerimónias fúnebres, no Altar da Cátedra da Basílica de São Pedro, no Vaticano.